# Vila do Porto (freguesia)
Vila do Porto es una freguesia portuguesa del concelho de Vila do Porto, con 26,04 km² de superficie y 2.997 habitantes (2001). Su densidad de población es de 115,1 hab/km².